# Wapen van Ruurlo

Wapen van Ruurlo

Het wapen van Ruurlo toont: een "in goud een springende windhond van sabel, gehalsband van goud".

## Geschiedenis
In 1816 kreeg de voormalige gemeente Ruurlo het herhaaldelijke verzoek van de Hoge Raad van Adel om een wapen aan te vragen. Het antwoord was dat Ruurlo al een wapen had, een "zwarte windhond zittende op zijn gat op een wit veld". Merkwaardig is dat op dezelfde dag het huidige wapen werd toegekend. De windhond als wapenfiguur voor Ruurlo is afgeleid van het wapen van het geslacht Roderlo dat voor de 15e eeuw het kasteel Ruurlo bewoonde. Dit wapen toonde ook een springende windhond van sabel in goud.
De van Heeckerens die meer dan vijf eeuwen in het bezit waren van Kasteel Ruurlo voerden een rood kruis op een geel veld. Op het klokkentorentje van het kasteel is wel een schild uit het begin van de 18e eeuw zichtbaar met de wapens van Van Heeckeren en Van Lynden met als hartschild het wapen van Ruurlo. De windhond als wapenfiguur kan niet duidelijk worden verklaard. Volgens Sierksma is de hond afkomstig van verhalen uit heidense tijden over Wodan en zijn begeleidende hond in de vorm van Derk met de höndekes die als wilde jager door de lucht vaart.

## Verwante wapens

Waterschap Baakse Beek
Waterschap IJsselland-Baakse Beek

## Bron
- Gemeentewapens, Jaarboek Achterhoek en Liemers 1982. Oudheidkundige vereniging "De Graafschap" Uitgave Walburg pers.
- Wapenen der hoogdele en ridderlyke stammen in het landt van Overyssel uit 1663, afgebeeld in Gevers, A.J en A.J. Mensema, De havezaten in Salland en hun bewoners, Alphen a/d Rijn, 1983. p.XVIII-XIX,
- "Gemeentewapens van Nederland", K. L. Sierksma.

Aalst · 
Ammerzoden · 
Angerlo · 
Appeltern · 
Batenburg · 
Beesd · 
Beltrum · 
Bemmel · 
Bergharen · 
Bergh · 
Beusichem · 
Borculo · 
Brakel · 
Buurmalsen · 
Deil · 
Didam · 
Dinxperlo · 
Dodewaard ·
Doornspijk ·
Dreumel ·
Driel ·
Echteld ·
Eibergen ·
Elst ·
Est en Opijnen ·
Everdingen ·
Ewijk ·
Gameren ·
Geesteren · 
Geldermalsen · 
Gendringen · 
Gendt ·
Groenlo ·
Groesbeek ·  
Haaften ·
Hedel ·
's-Heerenberg ·
Heerewaarden ·
Hemmen ·
Hengelo ·
Herwen en Aerdt ·
Herwijnen ·
Heteren ·
Heukelum ·
Hoevelaken ·
Horssen ·
Huissen ·
Hummelo en Keppel ·
Hurwenen  ·
Kerkwijk ·
Keppel ·
Kesteren ·
Laren · 
Lichtenvoorde ·
Lienden ·
Lingewaal · 
Maurik ·
Millingen aan de Rijn ·
Nederhemert ·
Neede ·
Neerijnen ·
Netterden ·
Niftrik ·
Nijbroek ·
Ophemert ·
Overasselt ·
Pannerden ·
Poederoijen · 
Renkum ·
Rijnwaarden ·
Rossum ·
Ruurlo ·
Steenderen ·
Terborg ·
Twello ·
Ubbergen ·
Valburg ·
Varik ·
Vorden ·
Vuren ·
Waardenburg ·
Wadenoijen ·
Wamel ·
Wehl ·   
Warnsveld ·
Wisch ·
Zeddam ·
Zelhem ·
Zoelen ·
Zuilichem 

Dorps-, heerlijkheids- en stadswapens: 

Acquoy 
· Baak 
· Barlham 
· Bredevoort 
· Doreweerd 
· Elden
· Enspijk 
· Gellicum 
· Groessen 
· Hakfort 
· Hellouw 
· IJzendoorn 
· Kell  
· Lede en Oudewaard 
· Lichtenberg 
· Loil 
· Maasbommel 
· Meijnerswijk 
· Meteren 
· Middagten 
· Rhenoy 
. Rumpt
· Tricht 
· Verwolde 
· Wildenborch